# Франсіско дель Рінкон
Франсіско дель Рінкон (ісп. Francisco del Rincón; 29 січня 1650 — 28 червня 1723) — іспанський священик і колоніальний чиновник, архієпископ, останній президент Королівської авдієнсії Санта-Фе-де-Боготи.

## Біографія
Належав до ордена мінімів. У Толедо обіймав посаду синодального екзаменатора нунціатури, потім служив у Королівській верховній раді Святої Інквізиції.
1705 року був призначений на посаду архієпископа Санто-Домінго. 1711 року його перевели до архієпископства Каракаса, а 1716 став архієпископом Боготи. За рік йому доручили посаду президента Королівської авдієнсії (фактично керівництво Новим Королівством Гранада). Склав свої повноваження за рік перед першим віцекоролем Нової Гранади Антоніо Ігнасіо Педросою-і-Герреро.
Після відставки повернувся на посаду архієпископа. Помер 1723 року в Боготі через тривалу хворобу.